# 375 TCN
375 TCN là một năm trong lịch La Mã.